# Dziubivșciîna, Velîka Bahacika
Dziubivșciîna (în ucraineană Дзюбівщина) este un sat în comuna Biloțerkivka din raionul Velîka Bahacika, regiunea Poltava, Ucraina.

## Demografie
Componența lingvistică a localității Dziubivșciîna
     Ucraineană (97,2%)
     Rusă (2,8%)
Conform recensământului din 2001, majoritatea populației localității Dziubivșciîna era vorbitoare de ucraineană (97,2%), existând în minoritate și vorbitori de rusă (2,8%).